# Terschelling

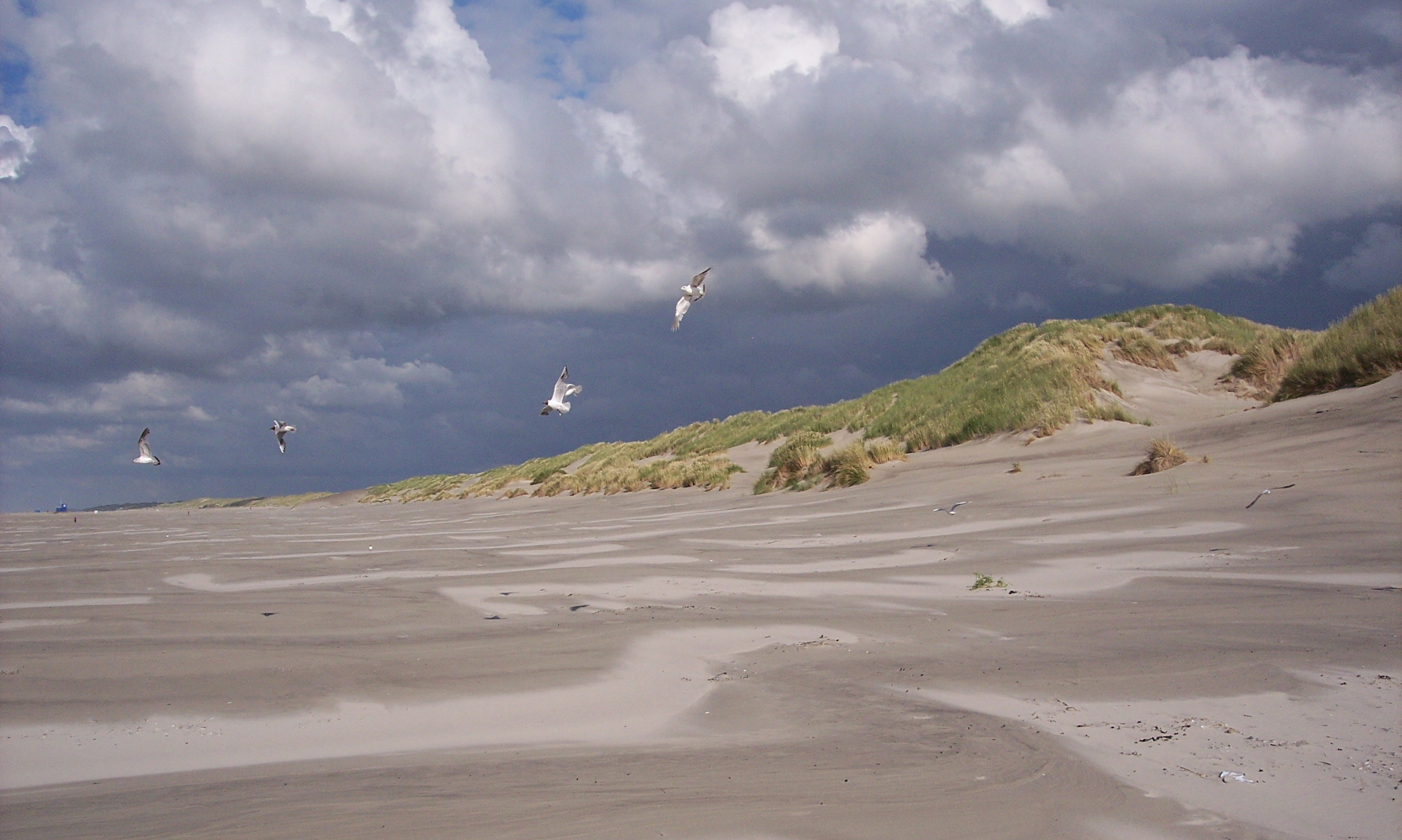
Krajobraz wyspy

Herb gminy Terschelling

Flaga gminy Terschelling

Terschelling (fryz. Skylge) – wyspa i gmina w Holandii we Fryzji w archipelagu Wysp Zachodniofryzyjskich. Powierzchnia gminy to 674 km², z czego 585,9 km² to woda. Na wyspie rozwinięta turystyka i rolnictwo. Najbardziej znaną atrakcją jest odbywający się w plenerze coroczny Oerol Festival, poza tym wyspa słynie z prowadzonych od 1840 roku upraw żurawiny, która stała się ważnym elementem lokalnej kultury. Ośrodek administracyjny to wieś West-Terschelling. Burmistrzem gminy Terschelling w kadencji 2014-2018 jest Rob Bats.